# Mistrzostwa Europy w Zapasach 1992
46. Mistrzostwa Europy w zapasach rozegrano na przełomie kwietnia i maja. Turniej w stylu klasycznym rozegrano w Kopenhadze a w stylu wolnym w Kaposvár na Węgrzech.

## Styl klasyczny

### Medaliści
| Konkurencja | Złoto                  | Srebro             | Brąz              |
| ----------- | ---------------------- | ------------------ | ----------------- |
| -48 kg      | Lars Rønningen         | Iliuță Dăscălescu  | Zafar Gulijew     |
| -52 kg      | Alfred Ter-Mykyrtczian | Bratan Cenow       | Remzi Öztürk      |
| -57 kg      | Rıfat Yıldız           | Marian Sandu       | Isaak Theodoridis |
| -62 kg      | Siergiej Martynow      | Hugo Dietsche      | Jenő Bódi         |
| -68 kg      | Ghani Yalouz           | Attila Repka       | Valeri Nikitin    |
| -74 kg      | Mynacakan Iskandarian  | Yvon Riemer        | Erhan Balcı       |
| -82 kg      | Thomas Zander          | Magnus Fredriksson | Goran Kasum       |
| -90 kg      | Maik Bullmann          | Iwajło Jordanow    | Tibor Komáromi    |
| -100 kg     | Andrzej Wroński        | Ibragim Szowchałow | Andreas Steinbach |
| 130 kg      | Aleksandr Karielin     | Ioan Grigoraș      | György Kékes      |

### Tabela medalowa
| Lp. | Państwo    | Złoto | Srebro | Brąz |
| --- | ---------- | ----- | ------ | ---- |
| 1   | WNP        | 4     | 1      | 1    |
| 2   | Niemcy     | 3     | 0      | 1    |
| 3   | Francja    | 1     | 1      | 0    |
| 4   | Polska     | 1     | 0      | 0    |
|     | Norwegia   | 1     | 0      | 0    |
| 6   | Rumunia    | 0     | 3      | 0    |
| 7   | Bułgaria   | 0     | 2      | 0    |
| 8   | Węgry      | 0     | 1      | 3    |
| 9   | Szwecja    | 0     | 1      | 0    |
|     | Szwajcaria | 0     | 1      | 0    |
| 11  | Turcja     | 0     | 0      | 2    |
| 12  | Grecja     | 0     | 0      | 1    |
|     | Jugosławia | 0     | 0      | 1    |
|     | Estonia    | 0     | 0      | 1    |

## Styl wolny

### Medaliści
| Konkurencja | Złoto                  | Srebro                | Brąz                |
| ----------- | ---------------------- | --------------------- | ------------------- |
| -48 kg      | Romică Rașovan         | Wugar Orudżow         | Reiner Heugabel     |
| -52 kg      | Iwan Conow             | Constantin Corduneanu | Ahmet Orel          |
| -57 kg      | Bagawdin Umachanow     | Remzi Musaoğlu        | Rumen Pawłow        |
| -62 kg      | Giovanni Schillaci     | Rosen Wasilew         | İsmail Faikoğlu     |
| -68 kg      | Georg Schwabenland     | Boris Budajew         | Walentin Gecow      |
| -74 kg      | Magomiedsałam Gadżyjew | Walentin Żelew        | Krzysztof Walencik  |
| -82 kg      | Sebahattin Öztürk      | László Dvorák         | Rustem Kielechsajew |
| -90 kg      | Macharbiek Chadarcew   | Gábor Tóth            | Kenan Şimşek        |
| -100 kg     | Leri Chabiełow         | Heiko Balz            | Ali Kayali          |
| 130 kg      | Andreas Schröder       | Mahmut Demir          | Kirił Barbutow      |

### Tabela medalowa
| Lp. | Państwo  | Złoto | Srebro | Brąz |
| --- | -------- | ----- | ------ | ---- |
| 1   | WNP      | 4     | 2      | 1    |
| 2   | Niemcy   | 2     | 1      | 1    |
| 3   | Turcja   | 1     | 2      | 4    |
| 4   | Bułgaria | 1     | 2      | 3    |
| 5   | Rumunia  | 1     | 1      | 0    |
| 6   | Włochy   | 1     | 0      | 0    |
| 7   | Węgry    | 0     | 2      | 0    |
| 8   | Polska   | 0     | 0      | 1    |